# جيوفاني فيرغا
جيوفاني فيرجا (2 سبتمبر 1840 - 27 يناير 1922) كاتب إيطالي واقعي اشتهر بتصويره للحياة في جزيرة صقلية، وخاصة بالنسبة للقصة القصيرة (ولاحقاً مسرحية) «كافاليريا روستيكانا» ورواية «إي مالافوليا» (المنزل بجوار شجرة المشملة).
كاتب إيطالي اشتهر بتصويره للحياة بواقعية في مسقط رأسه في صقلية، وخاصة القصة القصيرة. ولد في 2سبتمبر 1840 بصقلية ببلدة كاتانيا بإيطاليا ومات في 27 يناير 1922 (81 سنة). الحركة الأدبية: رائد الواقعية.

## حياته
ولد الابن الأول لجوفاني باتيستا كاتالانو فيرجا وكاترينا دي ماورو، كان فرجا من عائلة مزدهرة من كاتانيا في صقلية. بدأ الكتابة في سن المراهقة، وإلف الرواية التاريخية  وحاليا مشهورة جدا مثل أموري وباتريا (الحب والبلد). ثم، على الرغم من دراسته قانونيا في جامعة كاتانيا، فقد استخدم المال الذي منحه والده لنشر كتابه الأول
وكان جوفانى فيرجا يعمل في الحرس الوطني في كاتانيا (1860-1864)، وبعد ذلك سافر إلى فلورنسا عدة مرات، واستقر هناك في عام  1869.
انتقل إلى ميلانو في عام 1872، حيث طور أسلوبه الجديد، الذي يتميز باستخدام الحوار لتطوير الشخصية، مما أدى إلى أهم أعماله. وفي عام 1880 الف مجموعة قصصية باسم (الحياة في الحقول) بالإضافة إلى العديد من الأعمال الرائعة التي تتسم دائما بالواقعية.
وألهمت روايات فيرجا وأعماله العديد من مخرجى الأفلام وكانت تثير إلهامًا منذ بداية السينما الإيطالية.
وفي عام 1916، تم إخراج فيلم Tigre reale من إخراج جيوفاني باسترون، حيث تمثل الكونتيسة Natka  Menichelli بينما كان Alberto Nepoti هو السفير Giorgio la Ferlita. والفيلم يتجول ويبرز الكثير من الجوانب الرومانسية.
والرواية الأكثر انتشارا  هي كافالريا روستيكانا أو النخوة الريفية والتي اخرجها كفيلم المخرج Ugo Falena في عام 1916 ثم المخرج ماريو جارجيولو وفي عام 1924 حيث كان يلعب  Alfio  ثم للمخرج جيوفاني جراسو. وفي 1939 كان يتم وضع  تصوير فيلم موسيقي دائما حول نفس الموضوع، من إخراج أمليتو باليرمي مع عيسى بولا في دور Santuzza، ودوريس دورانتي في جزء من لولا، وكارلو نينشي في الفيو وليوناردو كورتيز في Turiddu.
وقد تم عمل كافالريا روستيكانا (النخوة الريفية) كاوبرا من فصل واحد بواسطة المخرج بيترو ماسكانى وشارك فيها جوفانى تارجونى توتسيتى وجويدو ميناشى وتم عملها كمسرحية بنفس الاسم بواسطة جوفانى فيرجا. وتم عرضها على مسرح كوستاتسيونه بروما في 17مايو 1880. ولازالت تقدم كاوبرا حتى الآن وتلاقى نجاحا عظيما.
واصبح فيرجا مصدر إلهام للعديد من المخرجين المهمين. وفي عام 1954 تم عمل فيلم La cavalleria rusticana من قبل المخرج كارمين جالون مع ماي بريت في جزء من سانتوزا، وإيتوري مانني في تورديدو، وكيريما في لولا وأنتوني كوين في الفيو.
وروايته الرئيسية كانت عائلة ماللافوليا، التي اسماها لوشينو فيسكونتي في عام 1948 باسم حوارات واخرجها المخرج أنطونيو بيترانجيلي. والفيلم يشبه الفيلم الوثائقي والممثلون أنفسهم يمثلون جميع الصيادين ويتحدث بلهجتهم. ومن الناحية العملية، تتجلى فيه الواقعية التي يتمتع بها فيرجا.

## روابط خارجية
- جيوفاني فيرغا على موقع IMDb (الإنجليزية)
- جيوفاني فيرغا على موقع الموسوعة البريطانية (الإنجليزية)
- جيوفاني فيرغا على موقع قاعدة بيانات الأفلام السويدية (السويدية)
- جيوفاني فيرغا على موقع ديسكوغز (الإنجليزية)
- جيوفاني فيرغا على موقع قاعدة بيانات الفيلم (الإنجليزية)